# طيران الصين للشحن الجوي
طيران الصين للشحن الجوي (بالإنجليزية: Air China Cargo) هي شركة شحن جوي تتخذ من بيكين بالصين مقرا لها. تتبع هذه الشركة طيران الصين وتسير خدمات جوية إلى 36 مدينة في 27 بلدا حول العالم. وتتخذ من مطار بكين العاصمة الدولي مقرا لها.

## التاريخ
تأسست الشركة في 12 ديسمبر 2003 وبدأت عملياتها في عام 2003. وتملكها الصين للطيران (51 ٪) ، سيتيك باسيفيك (25 ٪) وبكين لرأس المال الدولية (24 ٪) وبلغ عدد الموظفين 1818 في مارس 2007.

## الوجهات
التالي الوجهات التي تسييرها طيران الصين للشحن الجوي:
- النمسا
  - فيينا (مطار فيينا الدولي)
- جمهورية الصين الشعبية
  - بيكين (مطار بكين العاصمة الدولي) مركز
  - تشنغدو (مطار تشنغدو شوانغليو الدولي)
  - شنغهاي (مطار شنغهاي بودونغ الدولي)
- الدانمارك
  - كوبنهاغن (مطار كوبنهاغن)
- فرنسا
  - باريس (مطار باريس شارل ديغول الدولي)[2]
- ألمانيا
  - فرانكفورت (مطار فرانكفورت الدولي)
- إيطاليا
  - ميلانو (مطار مالبينسا)
- المملكة المتحدة
  - مانشتسر (مطار مانشيستر)
- الولايات المتحدة
  - أنكوراج (مطار تيد ستيفنز أنكوراج الدولي)
  - شيكاغو (مطار أوهير الدولي)
  - لوس أنجلوس (مطار لوس أنجلوس الدولي)
  - نيويورك (مطار جون إف كينيدي الدولي)
  - بورتلاند (مطار بورتلاند الدولي)

## الأسطول
يتكون أسطول طيران الصين للشحن الجوي من الطائرات التالية اعتبارا من يناير 2010.
| الطائرات           | المجموع | طلبيات | اختيارات | تسجيل                                                  |
| ------------------ | ------- | ------ | -------- | ------------------------------------------------------ |
| بوينغ 747 (200 إف) | 1[      | 0      | 0        | B-2462                                                 |
| بوينغ 747 (400 إف) | 7       |        |          | B-2409, B-2456, B-2458, B-2475, B2476, B-2477, B-2478, |
| توبوليف تي يو-204  | 1       | 4      | 10       | B-2871                                                 |
| المجموع            | 9       | 4      | 10       |                                                        |

## وصلات خارجية
- الموقع الرسمي